# Evangelischer Dienst auf dem Lande
Der Evangelische Dienst auf dem Lande (EDL) der Evangelischen Kirche in Deutschland (EKD) ist Dachverband der selbständigen Fachdienste – Kirchliche Dienste auf dem Land der Gliedkirchen der EKD. Die Geschäftsstelle  des EDL befindet sich in der Evangelischen Landjugendakademie in Altenkirchen.

## Aufgaben
Der EDL fördert die landeskirchlichen Arbeitsstellen und Fachdienste im Bereich der EKD und vernetzt sie miteinander. Er vertritt seine Mitgliedsdienste gegenüber dem Staat und der Öffentlichkeit. Er arbeitet mit anderen kirchlichen Diensten und Werken, z. B. dem Evangelischen Entwicklungsdienst (EED), der Katholischen Landvolkbewegung (KLB), dem Deutschen Bauernverband (DBV), dem Deutschen Landfrauenverband (DLV), der Arbeitsgemeinschaft der Umweltbeauftragten in den Gliedkirchen der EKD und anderen Organisationen zusammen. Er führt Fachtagungen durch und ist bei Messen, z. B. auf der Grünen Woche, und bei Veranstaltungen präsent.